# Batalha dos Castillejos
Batalha de Los Castillejos foi um recontro travado a 1 de janeiro de 1860 no contexto das campanhas da Guerra de África, o conflito militar que em 1859-1860 opôs o Reino de Espanha ao Sultanato de Marrocos. O recontro foi travado nas elevações e no vale de Los Castillejos (hoje Fnideq; الفنيدق), situado a 4–5 quilómetros a sul de Ceuta. A batalha foi ganha pelas tropas espanholas, que conseguiram desalojar as forças marroquinas e forçar a sua retirada.

## Descrição e antecedentes
A batalha ocorreu no contexto da Guerra de África (ou Guerra de Marrocos), que opôs a Espanha a Marrocos durante o reinado de Isabel II de Espanha tendo como primeiro-ministro Leopoldo O'Donnell.
O governo do general O'Donnell sentia-se pressionado por uma complicada situação política no país, consequência, entre outras razões, do risco de ocorrência de alguma intentona republicana contra Isabel II, semelhante à que ocorrera no verão de 1858, ou de algum novo movimento do partido carlista.
Durante as duas décadas anteriores, as possessões espanholas no norte de Marrocos, particularmente as de Ceuta e Melilla, vinham sendo acossadas por repetidos ataques dos povos berberes do Rife (os rifeños), que estavam em rebeldia tanto contra Espanha, como contra o sultão de Marrocos.
Em agosto de 1859 um destacamento do Exército Espanhol, encarregado de dar protecção às obras de reparação do fortim de Santa Clara de Asís, foi atacado pelos rifenhos de Anyera, que acabaram por destruir parte das obras de fortificação ali existentes e arrancaram e ultrajaram o escudo de Espanha. Perante a informação recebida, o primeiro-ministro espanhol, general O'Donnell, exigiu ao sultão Mulei Abederramão uma reparação bem como a punição dos causadores da afronta. Apesar de prometida a reparação e punição, pouco depois o sultão Abederramão faleceu e o seu filho e sucessor, Maomé ibne Abederramão, nunca cumpriu com o requerido por O'Donnell.
Pressionado pela situação política espanhola, utilizando este incidente como casus belli, O'Donnell tomou a decisão de iniciar um conflito armado contra Marrocos, com o objectivo militar de incrementar a área de domínio de Ceuta, controlar Tetuan e Tânger, e as suas vias de comunicação por terra, através do Fondak de Aïn Yeddida, mas também para influenciar a opinião pública a seu favor, distraí-la dos problemas internos e uni-la contra a percebida ameaça exterior que resultava das cada vez mais frequentes agressões dos marroquinos.
O primeiro passo dado pelo governo espanhol consistiu em assegurar o acordo tácito da França e da Grã-Bretanha, potências com interesses na região. O governo britânico, exigiu o compromisso de que Espanha não permaneceria em Tetuan nem em Tânger, já que temia que esta manobra encobrisse um intento de ocupação permanente desta última cidade, tendo ainda exigido o compromisso que Espanha não se estabeleceria em qualquer ponto do Estreito de Gibraltar.
Obtida a anuência das potências dominantes na região, o governo espanhol obteve a 22 de Outubro a aprovação do Congresso dos Deputados para declarar guerra a Marrocos.
A reacção popular espanhola foi de um entusiasmo delirante e a maioria dos partidos políticos apoiaram a iniciativa de O'Donnell. Nas semanas seguintes, foram abertos centros de recolha de apetrechos, doados pelos cidadãos de de recrutamento de voluntários, particularmente no País Basco e em Navarra, onde se inscreveram numerosos carlistas, bem como na Catalunha, onde o presidente da Diputación de Barcelona, Víctor Balaguer i Cirera, se encarregou de organizar um terço de voluntários, que se pôs directamente sob o comando do general Juan Prim.
O exército mobilizado para este conflito era constituído por aproximadamente 35 000 homens, apoiados por cerca de 70 peças de artilharia de recente fabrico e uma flotilha de apoio com 17 barcos a vapor, dos quais 6 eram  impulsados por hélice e 11 por rodas de pás, 4 de vela, a que acresciam 20 lanchas canhoneiras.
As tropas de terra estavam divididas em três corpos que estavam sob o comando dos generais Rafael Echagüe y Bermingham, Juan Zabala de la Puente e Antonio Ros de Olano, respectivamente. Para além disso, foi mobilizada uma divisão de cavalaria, às ordens do general Alcalá Galiano, e um corpo de reserva com o general Prim à cabeça. As forças navais foram comandadas pelo almirante Segundo Díaz Herrero.